# 埃洛伊·迪索萨参议员镇
埃洛伊·迪索萨参议员镇是巴西北大河州的一个市镇。总面积167.592平方公里，总人口5559人，人口密度33.2人/平方公里。